# Henry Edwin Dwight
Henry Edwin Dwight (* 19. April 1797 in New Haven, Connecticut; † 11. August 1832 ebenda) war ein amerikanischer Pädagoge und Reiseschriftsteller.

## Leben
Henry Edwin Dwight war der achte Sohn des Präsidenten der Yale University Timothy Dwight IV. Dwight graduierte 1815 in Yale und arbeitete anschließend zunächst im Geschäft seines älteren Bruders Benjamin Woolsey Dwight in Catskill, New York. Ab 1823 wandte er sich dem Studium der Theologie an der Andover Academy in Andover, Massachusetts zu; musste den Plan Pastor zu werden wegen seiner angeschlagenen Gesundheit aber bereits 1824 wieder aufgeben. Ab 1824 bereiste er Europa. 1825/26 studierte er auf den Spuren George Bancrofts an der Universität Göttingen sowie 1826 an der Universität Berlin. In dieser Zeit entstand seine 1829 veröffentlichte Beschreibung Norddeutschlands sowie des akademischen Bildungssystems und des studentischen Brauchtums in Deutschland unter besonderer Berücksichtigung der Verhältnisse in Göttingen. Der spätere Historiker und Diplomat John Lothrop Motley bereitete sich auf sein Studium 1832 in Göttingen mit Hilfe des Buches von Henry Dwight vor und bestätigte dessen Beschreibungen, auch hinsichtlich der für Amerikaner unglaublichen Fechtfreude der Corps, in einem der ersten Schreiben aus Göttingen an seine Mutter, so dass die detaillierten Beschreibungen Dwights als authentisch anzusehen sind:

„...the accounts you have read in Dwight ... is not the slightest degree exaggerated, in fact it is entirely impossible to exaggerate them.“

Dwights Bericht ist nicht zuletzt wegen des damals starken Verfolgungsdrucks seitens der Universitätsbehörden eine wichtige Quelle für die Geschichte der Studentenverbindungen, da die deutschen Studenten schon aus Gründen der Vorsicht keine detaillierten Beschreibungen beispielsweise der verbotenen Duelle anfertigten, so dass entsprechende Nachrichtungen zumeist nur in den Universitätsgerichtsakten sind, wenn die Beteiligten aufflogen, also nach damaligem Sprachgebrauch abgefasst wurden.
Nach seiner Rückkehr 1827 betrieb Henry Dwight, der in Deutschland zu einem Bewunderer des deutschen Bildungssystems geworden war, gemeinsam mit seinem Bruder Sereno Dwight eine High School mit dem Namen New Haven Gymnasium in New Haven, die allerdings 1831 wegen des schlechten Gesundheitszustandes der beiden Brüder wieder aufgegeben wurde. Er hielt in Philadelphia und New York City über seine Erfahrungen in Europa Vorlesungen und lehnte jedoch einen Ruf als Professor an die New York University kurz vor seinem Tode ab.

## Schriften
- Account of the Kaatskill Mountains. In: The American Journal of Science and Arts 2 (November 1820)
- Travels in the north of Germany: in the years 1825 and 1826, G. & C. & H. Carvill, New York 1829  Digitalisat
- Gemeinsam mit Sereno Dwight: Prospectus of a school for the education of boys to be established at New Haven, Conn. 1827 Digitalisat